# Viktor Vladislavovich Zubarev
Viktor Vladislavovich Zubarev (tiếng Nga: Виктор Владиславович Зубарев; 20 tháng 2 năm 1961 - 31 tháng 5 năm 2023) là một chính khách người Nga, từng là nghị sĩ của Duma Quốc gia khóa thứ 5, 6, 7 và 8.
Từ năm 1984 đến năm 1987, Zubarev là kỹ sư tại Viện Hóa học và Công nghệ Hóa học thuộc Phân viện Siberia của Viện Hàn lâm Khoa học Liên Xô. Từ năm 1987 đến năm 1990, ông là kỹ sư trưởng trong lĩnh vực mô hình hóa các quy trình khai thác mỏ tại Viện Khai thác mỏ. Vào cuối thập niên 1980, ông tham gia vào việc kinh doanh. Năm 1996, ông trở đại biểu của hội đồng dân biểu thành phố Krasnoyarsk. Từ năm 1997 đến 2007, ông là đại biểu của Hội đồng lập pháp vùng Krasnoyarsk. Vào ngày 2 tháng 12 năm 2007, Zubarev được bầu làm nghị sĩ của Duma Quốc gia thứ 5. Từ năm 2011 đến 2012, ông tiếp tục là đại biểu của Hội đồng lập pháp vùng Krasnoyarsk. Từ năm 2012 đến năm 2014, ông là nghị sĩ Duma Quốc gia thứ 6; Tuy nhiên, sau đó, ông đã từ chức từ sớm. Từ năm 2016 đến năm 2021, ông là nghị sĩ của Duma Quốc gia thứ 7. Từ tháng 9 năm 2021, ông là nghị sĩ của Duma Quốc gia thứ 8.

## Trừng phạt
Ông Zubarev đã bị chính phủ Vương quốc Liên hiệp Anh trừng phạt vào năm 2022 vì liên quan đến chiến tranh Nga-Ukraina.

## Qua đời
Ông Zubarev qua đời ngày 31 tháng 5 năm 2023, hưởng thọ 62 tuổi.